# Tessaromma tristis
Tessaromma tristis är en skalbaggsart som först beskrevs av Hope 1841.  Tessaromma tristis ingår i släktet Tessaromma och familjen långhorningar. Inga underarter finns listade i Catalogue of Life.